# Gnophomyia pauciseta
Gnophomyia pauciseta är en tvåvingeart som beskrevs av Alexander 1949. Gnophomyia pauciseta ingår i släktet Gnophomyia och familjen småharkrankar.
Artens utbredningsområde är Peru. Inga underarter finns listade i Catalogue of Life.